# 马宪章
马宪章（1937年6月—），男，回族，河南郑州人，中华人民共和国政治人物，曾任河南省人大常委会副主任，河南省总工会主席，第九届全国人大代表。